# 北湖街道 (大庆市)
北湖街道是中华人民共和国黑龙江省大庆市让胡路区下辖的一个街道办事处。

## 行政区划
北湖街道下辖以下村级行政区划单位：
西虹社区、北湖社区、西杨社区、方晓社区、红卫星社区、红骥牧场社区。